# Philip Zialor
Philip Zialor (6 september 1976) is een Seychels voetballer.
Zialor speelde in een aanvallende positie in het Seychels voetbalelftal. In zijn gehele voetballoopbaan heeft hij tijdens 31 internationale wedstrijden elf doelpunten gemaakt (stand 2010). In de kwalicificatiewedstrijden voor het wereldkampioenschap voetbal 2010 scoorde hij twee van de vier doelpunten.
| 2003 | St Michel United FC                  | ?  |
| 2008 | St Michel United FC                  | 22 |
| 2009 | St Michel United FC, Anse Réunion FC | 19 |